# 1562
1562 (MDLXII) var ett normalår som började en torsdag i den julianska kalendern.

## Händelser

### Januari
- 17 januari – Frankrike erkänner hugenotterna i och med Ediktet i Saint-Germain.

### Juni
- 2 juni – Svenska trupper erövrar det polska fästet Pärnu.
- Juni – Hertig Johan (III) reser till Polen.

### Sommaren
- Sommaren – Erik XIV:s trupper erövrar fästet Weissenstein.

### Oktober
- 4 oktober – Hertig Johan (III) gifter sig med Katarina Jagellonica, dotter till den polske kungen. Detta leder till en total brytning mellan Johan och Erik.[1]
- Oktober – Hertigparet Johan (III) och Katarina Jagellonica återvänder till Sverige.

### Slutet av året
- Slutet av året – Genom förhandlingar lyckas Erik XIV få in en svensk besättning på fästet Karkus i Baltikum.

### Okänt datum
- På Revalbornas önskan utfärdar Erik XIV förbud mot all handel på Narva.
- Erik inför en ny rusttjänstordning, för att distansera sig från högadeln.
- I Indien gifter sig Akbar den store med Padmini.

## Födda
- 6 maj – Pietro Bernini, italiensk skulptör och arkitekt.
- 16 september – Niels Mikkelsen Aalborg, dansk prästman.
- 19 oktober – George Abbot, engelsk prelat.
- 25 november – Lope de Vega, spansk dramatiker och poet.
- Isabella Andreini, italiensk skådespelare.

## Avlidna
- 20 februari – Lady Janet Stewart, skotsk älskarinna och guvernant, oäkta dotter till Jakob IV av Skottland.
- 5 september –  Katharina Zell, tysk reformator och författare.
- 6 december – Jan van Scorel, holländsk målare.
- 17 december – Eleonora de Toledo, hertiginna.
- Wulf Gyler, Gustav Vasas sekreterare.
- Peder Swart, svensk krönikör.

### Fotnoter
1. ↑  Berättelser ur svenska historien (1885-1886) - Gustaf Wasa och hans söner  (läst 4 april 2011)